# Selhurst Park
Selhurst Park je nogometni stadion v južnem Londonu, točneje v predmestju Thornton Heath v londonski četrti London Borough of Croydon. Trenutni najemnik stadiona (ta je v lasti podjetja Selhurst Park Limited) je Simon Jordan, na njem pa je »doma« londonski nogometni klub Crystal Palace F.C. katerega predsednik je Jordan. S 26.309 sedišči je Selhurst Park 31. največji stadion v Angliji.

## Zgodovina
Zemljišče, na katerem danes stoji stadion je klub odkupil od podjetja Brighton Railway Company leta 1922 za 2.570 funtov. Stadion je nato dizajniral škotski arhitekt Archibald Leitch, za okoli 30.000 funtov pa ga je nato zgradilo podjetje  Humphreys iz Kensingtona. Slovesna otvoritev je bila 30. avgusta 1924, stadion pa je odprl londonski župan. V času otvoritve je imel stadion samo eno tribuno (današnjo Main Stand), pa še ta ni bila povsem dokončana. Otvoritveno tekmo sta igrala domači Crystal Palace in nogometni klub Sheffield Wednesday, pred 25.000 gledalci pa so zmagali gostje z 1:0.
Leta 1926 je bila na stadionu odigrana mednarodna tekma med Anglijo in Walesom. Kasneje so se tam odvijale še finalne tekme amaterskega prvenstva, pa tudi drugi športni dogodki, kot so boksarski dvobiji, polo na kolesih, tekme kriketa ter glasbeni koncerti. Poleg tega so se na stadionu odvijale tudi nekatere tekme poletnih olimpijskih iger leta 1948. 
Leta 1953 so bili na stadionu nameščeni prvi reflektorji, prvo tekmo pod njimi pa je domači klub odigral proti španskemu klubu Real Madrid. 
Nato do leta 1969 ni bilo obnov, v tem letu pa je Palace prvič napredoval v takratno prvo ligo angleškega prvenstva. Zaradi tega so morali na stadionu povečati kapacitete in so zgradili novo tribuno, imenovano Arthur Wait Stand. Tribuna se je imenovala po dolgoletnem predsedniku kluba in človeku, ki je klub popeljal iz četrte v prvo ligo. Poleg tega so na staro tribuno dodali še eno teraso ter sanitarije. 
Po zakonu o varnosti na stadionih so morali teraso Holmesdale Road (tudi t. i. Kop) razdeliti na tri dele. Obstoječo infrastrukturo so tako dodelili delu za tuje navijače, na zadnjem delu obeh drugih delova pa so zgradili nove sanitarije. Poleti 1981 so prenovili tudi glavno tribuno in jo opremili s sedeži. Istega leta je klub prodal del terase Whitehorse Lane verigi supermarketov Sainsbury's za 2 milijona funtov, da so s tem premostili finančne težave. S tem so kapaciteto te terase zmanjšali za polovico.  
Leta 1985 je na stadion začasno prišel klub Charlton Athletic, deljenje stadiona med dvema kluboma pa je bilo prvo v zgodovini angleškega nogometa. 
Poleti 1990 je bila s sedeži opremljena še spodnja polovica tribune Arthur Wait, pri čemer je klubu finančno pomagal nogometni sklad Football Trust Grant Aid. Obnova je bila nujna, da se je zadostilo zahtevam Taylorjevega poročila po incidentu v Hillsboroughu. Nad teraso Whitehorse Lane, na strehi supermarketa, je bilo leta 1991 zgrajenih še 48 lož. Poleti 1993 je bila terasa še v celoti pokrita in opremljena s sedeži. 
Charlton se je s stadiona umaknil najprej na West Hamov Upton Park, nato pa se je vrnil na matični stadion The Valley Stadium. Na Selhurstu ga je še isto leto zamenjal nogometni klub Wimbledon F.C.
Leta 1994 so porušili teraso Holmesdale in jo prenovili. Leta 1995 je na njenem mestu zrasla pokrita dvonadstropna tribuna z 8.500 sedeži.
Po prevzemu kluba je novi lastnik Mark Goldberg odkupil samo klub, stadion pa je ostal v rokah bivšega predsednika kluba Rona Noadesa. Leta 2000 je klub kupil podjetnik Simon Jordan, ki je za deset let najel tudi stadion. Leta 2003 je Wimbledon F.C. zapustil stadion in se preselil v Milton Keynes.
Jordan je leta 2006 sicer objavil vest, da se je dogovoril za odkup stadiona, vendar do januarja 2008 lastništvo še ni prešlo v njegove roke. Odkup naj bi bil vreden 12 milijonov funtov, trenutno pa je lastnik še vedno podjetje Selhurst Park Limited, ki je samo v lasti mnogih podjetij. 

## Rekordi
Največji obisk je stadion doživel na tekmi domačega kluba proti nogometnemu klubu Burnley F.C. leta 1979, ko si je tekmo ogledal 51.801 gledalec.
Stadion drži tudi rekord v številu gledalcev v angleški tretji ligi. Leta 1961 si je tekmo med domačimi nogometaši in nogometaši kluba Millwall F.C. ogledalo 37.774 gledalcev.